# MC68EC030

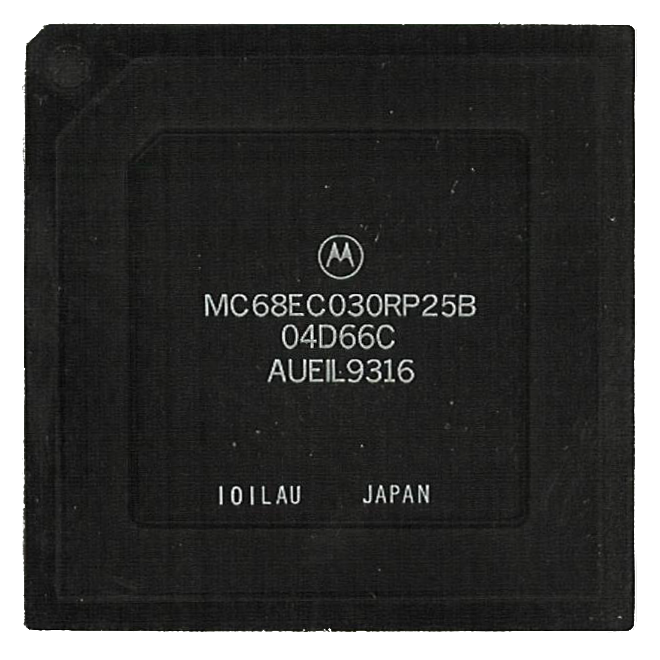
MC68EC030

MC68EC030はモトローラ社の68000ファミリに属する組み込み機器向けの32ビットのマイクロプロセッサ。68030の姉妹製品で、ソフトウェアのオブジェクトコードとパッケージのピン配置に互換性がある。またMC68030の仕様に比べて、規模に制限がある分だけMC68EC030はとても廉価な製品となっている。

## MC68030との仕様の差異
MC68030との主な違いはMMUが削除されている。68020とは異なり外部MMUを利用できないため、仮想記憶が不可能である。また、ピングリッドアレイパッケージがセラミックではなく廉価なプラスチック製（RPサフィックス）であり、逆挿し防止のための四つのピンが外されている。68030にある50MHz版は用意されず、40MHz版までであった。

## 主な使用例
- シャープ X68030
- コモドール Amiga 4000/030